# Fullerton (Dakota del Norte)
Fullerton es una ciudad ubicada en el condado de Dickey en el estado estadounidense de Dakota del Norte. En el censo de 2010 tenía una población de 54 habitantes y una densidad poblacional de 53,32 personas por km².

## Geografía
Fullerton se encuentra ubicada en las coordenadas 46°9′48″N 98°25′38″O / 46.16333, -98.42722. Según la Oficina del Censo de los Estados Unidos, Fullerton tiene una superficie total de 1.01 km², de la cual 1.01 km² corresponden a tierra firme y (0%) 0 km² es agua.

## Demografía
Según el censo de 2010, había 54 personas residiendo en Fullerton. La densidad de población era de 53,32 hab./km². De los 54 habitantes, Fullerton estaba compuesto por el 98.15% blancos, el 0% eran afroamericanos, el 0% eran amerindios, el 0% eran asiáticos, el 0% eran isleños del Pacífico, el 1.85% eran de otras razas y el 0% pertenecían a dos o más razas. Del total de la población el 1.85% eran hispanos o latinos de cualquier raza.